# جي هل (إسماعيلي كرمان)
جي هل (بالفارسية: جی هل) هي قرية تقع في إيران في منطقة إسماعيلي.